# Schalkendorf (Gemeinde Guttaring)
Schalkendorf ist eine Ortschaft in der Gemeinde Guttaring im Bezirk Sankt Veit an der Glan in Kärnten (Österreich). Die Ortschaft hat 4 Einwohner (Stand 1. Jänner 2024).

## Lage
Die Ortschaft liegt im Norden des Bezirks Sankt Veit an der Glan und der Gemeinde Guttaring, abgelegen im Guttaringer Bergland auf dem Gebiet der Katastralgemeinde Waitschach, etwa 1 ½ km nordwestlich der Pfarrkirche Waitschach. Sie besteht nur mehr aus dem Hof Schwarzl (Hausnummer 5).

## Geschichte
Der Ort wurde um 1200 erstmals urkundlich genannt. Der Ortsname bedeutet Dorf der Unfreien, der Hörigen.
Auf dem Gebiet der Steuergemeinde Waitschach liegend, gehörte der Ort Schalkendorf in der ersten Hälfte des 19. Jahrhunderts zum Steuerbezirk Althofen (Herrschaft und Landgericht). Durch die Reformen Mitte des 19. Jahrhunderts kam der Ort an die Gemeinde Waitschach. Als 1865 die Gemeinde Waitschach aufgelöst wurde, kam Schalkendorf an die Gemeinde Guttaring.

## Bevölkerungsentwicklung
Für die Ortschaft ermittelte man folgende Einwohnerzahlen:
- 1869: 2 Häuser, 32 Einwohner[3]
- 1880: 6 Häuser, 20 Einwohner[4]
- 1890: 6 Häuser, 46 Einwohner[5]
- 1900: 3 Häuser, 25 Einwohner[6]
- 1910: 2 Häuser, 24 Einwohner[7]
- 1923: 2 Häuser, 24 Einwohner[8]
- 1934: 21 Einwohner[9]
- 1961: 1 Haus, 7 Einwohner[10]
- 2001: 1 Gebäude (davon 1 mit Hauptwohnsitz) mit 1 Wohnung; 3 Einwohner und 0 Nebenwohnsitzfälle; 1 Haushalt; 0 Arbeitsstätten, 1 land- und forstwirtschaftlicher Betrieb[11]
- 2011: 1 Gebäude, 5 Einwohner, 1 Haushalt, 0 Arbeitsstätten[12]
- 2021: 1 Gebäude, 5 Einwohner, 1 Haushalt, 1 Arbeitsstätte[13]